# The Fruit That Ate Itself
The Fruit That Ate Itself es el tercer EP de la banda Modest Mouse. Fue realizado el 13 de mayo de 1997. La versión japonesa de éste EP contiene las 5 canciones del EP Blue Cadet-3, Do You Connect?. Este álbum contiene varias canciones experimentales y fue grabado en el discográfico de Calvin Johnson, Dub Narcotic Studios.

## Lista de canciones con los nombres originales
1. "Untitled #1" – 0:38
2. "The Waydown" – 2:30
3. "Dirty Fingernails" – 3:20
4. "Untitled #2" – 0:52
5. "Sunspots in the House of the Late Scapegoat" – 2:42
6. "The Fruit That Ate Itself" – 3:17
7. "Summer" – 3:12
8. "Untitled #3" – 0:43
9. "Karma's Payment" – 3:28

- Después modificaron las canciones cambiándoles de nombre y de lugar, al final quedaron así:

## Lista de canciones
1. "Sunspots" – 0:38
2. "The Waydown" – 2:30
3. "Dirty Fingernails" – 3:20
4. "Fruit" – 0:52
5. "Sunspots in the House of the Late Scapegoat" – 2:42
6. "The Fruit That Ate Itself" – 3:17
7. "Way Down" – 0:43
8. "Summer" – 3:12
9. "Karma's Payment" – 3:28

## Canciones extra de la versión japonesa
1. "Blue Cadet-3, Do You Connect?" – 1:09
2. "Dukes Up" – 2:24
3. "Woodgrain" – 0:30
4. "It Always Rains on a Picnic" – 3:01
5. "5,4,3,2,1... Lisp Off" – 0:30

- Datos: Q5573567